# Voivodeni
Voivodeni là một xã thuộc hạt Mureș, România. Dân số thời điểm năm 2002 là 1961 người.